# Besøgende til den Internationale Rumstation
Dette er en liste over besøgende til den Internationale Rumstation i alfabetisk rækkefølge. De faste ISS-besætningsmedlemmers navne er i fed skrift, (to gange) hentyder til personens ISS-flyvninger, ikke det samlede antal rumflyvninger. Flag i parentes er personens oprindelsesland.
Ajourført pr. d. 27. juli 2019 (med enkelte mindre opdateringer 15. juli 2025). 

## A
- Joseph Acaba (  ) (tre gange)
- Viktor Michailovitj Afanasjev
- Scott Douglas Altman
- Ajdyn Aimbetov
- Clayton Conrad Anderson (to gange)
- Anousheh Ansari (  ) (rumturist)
- Dominic Antonelli (to gange)
- Lee Archambault (to gange)
- Richard Arnold (to gange)
- Oleg Artemjev (to gange)
- Jeffrey Shears Ashby (to gange)
- Serena Auñón-Chancellor

## B
- Michael Barratt (to gange)
- Daniel Thomas Barry (to gange)
- Jurij Mikhailovitj Baturin
- Robert Behnken (to gange)
- Michael John Bloomfield (to gange)
- Eric Boe (to gange)
- Andrei Borisenko (to gange)
- Stephen Bowen (tre gange)
- Kenneth Duane Bowersox
- Randolph Bresnik (to gange)
- Nikolai Michailovitj Budarin
- Daniel Christopher Burbank (tre gange)
- Daniel Wheeler Bursch

## C
- Robert Donald Cabana
- Tracy Ellen Caldwell (to gange)
- Charles Joseph Camarda
- Christopher Cassidy (to gange)
- Gregory Chamitoff (to gange)
- Franklin Ramon Chang-Díaz (  )
- Leroy Chiao (to gange)
- Catherine Coleman
- Eileen Collins
- Kenneth Dale Cockrell (to gange)
- Timothy Creamer
- Samantha Cristoforetti
- Frank Lee Culbertson
- Robert Lee Curbeam (to gange)
- Nancy Jane Sherlock Currie

## D
- Frank De Winne (to gange)
- Vladimir Nikolajevitj Dezjurov
- Takao Doi
- Benjamin Alvin Drew (to gange)
- Brian Duffy
- Pedro Duque
- James Dutton

## E
- Léopold Eyharts

## F
- Christopher Ferguson (tre gange)
- Andrew Feustel (to gange)
- Michael Fincke (tre gange)
- Jack Fisher
- Colin Michael Foale (  )
- Kevin Ford (to gange)
- Michael Foreman (to gange)
- Patrick Graham Forrester (tre gange)
- Michael Edward Fossum (tre gange)
- Stephen Nathaniel Frick (to gange)
- Arne Christer Fuglesang (to gange)
- Satoshi Furukawa

## G
- Ronald Garan (to gange)
- Joseph Jean-Pierre Marc Garneau
- Richard Garriott (rumturist)
- Michael Landon Gernhardt
- Alexander Gerst (to gange)
- Juri Pavlovitj Gidzenko (to gange)
- Linda Maxine Godwin
- Michael Good
- Dominic Gorie (to gange)
- Umberto Guidoni

## H
- Chris Austin Hadfield (to gange)
- Claudie Haigneré
- Nick Hague (p.t. om bord)
- James Halsell
- Kenneth Ham (to gange)
- Susan Jane Helms (to gange)
- José Moreno Hernández
- John Bennett Herrington
- Joan Elizabeth Miller Higginbotham
- Kathryn Hire
- Charles Owen Hobaugh (tre gange)
- Michael Hopkins
- Akihiko Hoshide (to gange)
- Scott Jay Horowitz (to gange)
- Douglas Hurley (to gange)
- Rick Douglas Husband omkommet med Colombia

## I
- Anatolij Ivanisjin (to gange)
- Marsha Sue Ivins

## J
- Tamara Elizabeth Jernigan
- Brent Ward Jett (to gange)
- Gregory Johnson (to gange)
- Thomas David Jones
- Fjodor Nikolajevitj Jurtjikhin (fem gange)

## K
- Aleksandr Jurjevitj Kaleri (to gange)
- Norishige Kanai
- Janet Lynn Kavandi
- James McNeal Kelly (to gange)
- Mark Kelly (fire gange)
- Scott Joseph Kelly (tre gange)
- Robert Kimbrough (to gange)
- Christina Koch (p.t. om bord)
- Dmitrij Kondratjev
- Oleg Kononenko (  ) (fire gange)
- Timothy Kopra (to gange)
- Mikhail Kornijenko (to gange)
- Valeri Grigorjevitj Korzun
- Oleg Kotov (tre gange)
- Konstantin Mirovitj Kozejev
- Sergej Krikaljov (tre gange)
- André Kuipers (to gange)

## L
- Guy Laliberté (rumturist)
- Wendy Barrien Lawrence
- Kjell N. Lindgren
- Steven Lindsey (tre gange)
- Richard Linnehan
- Paul Scott Lockhart (to gange)
- Jurij Valentinovitj Lontjakov (tre gange)
- Michael Eladio Lopez-Alegria (tre gange)
- Stanley G. Love
- Edward Tsang Lu (to gange)

## M
- Sandra Magnus (tre gange)
- Jurij Malentjenko (fem gange)
- Thomas Marshburn (to gange)
- Richard Alan Mastracchio (fire gange)
- William McArthur  (to gange)
- Anne McClain
- Steve MacLean
- Pamela Ann Melroy (tre gange)
- Leland D. Melvin (to gange)
- Dorothy Metcalf-Lindenburger
- Aleksandr Misurkin (to gange)
- Andreas Mogensen (to gange)
- Lee Miller Emile Morin
- Andrew R. Morgan
- Barbara Radding Morgan
- Boris Vladimirovitj Morukov
- Talgat Amangeldijevitj Mussabajev

## N
- Paolo A. Nespoli (tre gange)
- James Hansen Newman
- Soichi Noguchi (to gange)
- Carlos Ismael Noriega (  )
- Oleg Novitskij (to gange)
- Lisa Nowak
- Karen Nyberg (to gange)

## O
- Ellen Ochoa (to gange)
- William Anthony Oefelein afskediget i unåde
- Juri Ivanovitj Onufrijenko
- John Daniel Olivas (to gange)
- Gregory Olsen (rumturist)
- Takuya Onishi
- Aleksej Ovtjinin (to gange) (p.t. om bord)

## P
- Gennadi Ivanovitj Padalka (fire gange)
- Scott Edward Parazynski (to gange)
- Luca Parmitano (to gange) (p.t. om bord)
- Nicholas James MacDonald Patrick (to gange)
- Julie Payette (to gange)
- Timothy Peake
- Philippe Perrin
- Thomas Pesquet
- Donald Roy Pettit (tre gange)
- John Phillips (tre gange)
- Alan G. Poindexter (to gange)
- Mark Lewis Polansky (tre gange)
- Marcos César Pontes
- Sergej Valerjevitj Prokopjev

## R
- James Francis Reilly (to gange)
- Garrett Reisman (to gange)
- Thomas Reiter
- Sergej Revin
- Paul William Richards
- Sergej Rjazanskij (to gange)
- Stephen Kern Robinson (to gange)
- Roman Romanenko (to gange)
- Kent Vernon Rominger (to gange)
- Jerry Lynn Ross (to gange)
- Kathleen Rubins
- Sergej Nikolajevitj Ryzjikov

## S
- David Saint-Jacques
- Aleksandr Samokutjajev (to gange)
- Robert Satcher
- Hans Schlegel
- Juri Georgijevitj Schargin
- Piers John Sellers (  ) (tre gange)
- Jelena Serova
- William McMichael Shepherd
- Mark Shuttleworth (rumturist)
- Sheikh Muszaphar Shukor
- Charles Simonyi (  ) (rumturist) (to gange)
- Salizchan Sjakirovitj Sjaripov (  )
- Anton Sjkaplerov (tre gange)
- Oleg Skripotjka (to gange)
- Aleksandr Skvortsov (tre gange) (p.t. om bord)
- Steven Lee Smith
- Heidemarie Martha Stefanyshyn-Piper (to gange)
- Nicole P. Stott (to gange)
- Frederick Wilford Sturckow (fire gange)
- Steven Swanson (tre gange)
- Maksim Surajev (to gange)

## T
- Daniel Michio Tani (to gange)
- Joseph Richard Tanner (to gange)
- Evgenij Tarelkin
- Robert Thirsk
- Andrew Sydney Withiel Thomas (  ) (to gange)
- Scott David Tingle
- Dennis Tito (rumturist)
- Valeri Ivanovitj Tokarev (to gange)
- Sergej Jevgenjevitj Tresjtjov
- Mikhail Vladislavovitj Tjurin (tre gange)

## U
- Jurij Vladimirovitj Usatjov (to gange)

## V
- Mark Thomas Vande Hei
- Pavel Vinogradov (to gange)
- Terry Virts (to gange)
- Roberto Vittori (tre gange)
- Sergei Volkov (  ) (tre gange)
- James Shelton Voss (to gange)

## W
- Koichi Wakata (tre gange)
- Rex Joseph Walheim (tre gange)
- Shannon Walker
- Carl Erwin Walz
- Mary Ellen Weber
- James Donald Wetherbee (to gange)
- Douglas H. Wheelock (to gange)
- Peggy Whitson (fem gange)
- Terrence Wade Wilcutt
- Dafydd Rhys Williams
- Jeffrey Nels Williams (fire gange)
- Sunita Lyn Williams (tre gange)
- Barry E. Wilmore (tre gange)
- Stephanie Wilson (tre gange)
- Gregory R. Wiseman
- Peter Jeffrey Kelsay Wisoff
- David Alexander Wolf (to gange)

## Y
Bemærk at det kyrilliske bogstav Ю translittereres til 'Yu' på engelsk, men til 'Ju' på dansk
- Naoko Yamazaki
- Yi So-yeon
- Kimiya Yui

## Z
- Sergei Viktorovitj Zaljotin
- George Zamka (to gange)

## Total
| Nationer       | Personer i alt | deraf kvinder | deraf faste besætningsmedlemmer | andengangs besøgende | tredjegangs besøgende | fjerdegangs besøgende | femtegangs besøgende | deraf turister |
| -------------- | -------------- | ------------- | ------------------------------- | -------------------- | --------------------- | --------------------- | -------------------- | -------------- |
| Belgien        | 1              |               | 1                               | 1                    |                       |                       |                      |                |
| Brasilien      | 1              |               |                                 |                      |                       |                       |                      |                |
| Canada         | 8              | 1             | 3                               | 2                    |                       |                       |                      | 1              |
| Danmark        | 1              |               |                                 |                      |                       |                       |                      |                |
| Frankrig       | 4              | 1             | 2                               |                      |                       |                       |                      |                |
| Holland        | 1              |               | 1                               | 1                    |                       |                       |                      |                |
| Italien        | 5              | 1             | 3                               | 1                    | 2                     |                       |                      |                |
| Japan          | 9              | 1             | 7                               | 2                    | 1                     |                       |                      |                |
| Kasakhstan     | 2              |               |                                 |                      |                       |                       |                      |                |
| Malaysia       | 1              |               |                                 |                      |                       |                       |                      |                |
| Rusland        | 46             | 1             | 40                              | 17                   | 7                     | 2                     | 2                    |                |
| Spanien        | 1              |               |                                 |                      |                       |                       |                      |                |
| Storbritannien | 1              |               | 1                               |                      |                       |                       |                      |                |
| Sverige        | 1              |               |                                 | 1                    |                       |                       |                      |                |
| Sydafrika      | 1              |               |                                 |                      |                       |                       |                      | 1              |
| Sydkorea       | 1              | 1             |                                 |                      |                       |                       |                      |                |
| Tyskland       | 3              |               | 2                               | 1                    |                       |                       |                      |                |
| USA            | 150            | 31            | 60                              | 63                   | 21                    | 4                     |                      | 5              |
| 18             | 237            | 37            | 120                             | 89                   | 31                    | 6                     | 2                    | 7              |

| Agentur                                      | Personer | Noter                                                                                               |
| -------------------------------------------- | -------- | --------------------------------------------------------------------------------------------------- |
| National Aeronautical & Space Administration | 145      | 30 kvinder, 60 ISS-besætningsmedlemmer, 62 anden-, 21 tredje- og fire fjerdegangsbesøgende          |
| Rosaviakosmos                                | 47       | en kvinde, 40 ISS-besætningsmedlemmer, 17 anden-, 7 tredje-, to fjerde- og to femtegangsbesøgende   |
| European Space Agency                        | 17       | to kvinder, ti ISS-besætningsmedlemmer, fem anden- og to tredjegangsbesøgende                       |
| Japan Aerospace eXploration Agency           | 9        | en kvinde, syv ISS-besætningsmedlemmer, to anden- og en tredjegangsbesøgende                        |
| Canadian Space Agency                        | 7        | en kvinde, tre ISS-besætningsmedlemmer, to andengangsbesøgende                                      |
| Centre national d’études spatiales           | 1        | Philippe Perrin blev senere ESA-astronaut                                                           |
| Agência Espacial Brasileira                  | 1        | |
| Angkasa Malaysia                             | 1        | |
| KazKosmos                                    | 1        | |
| Korea Aerospace Research Institute           | 1        | en kvinde                                                                                           |
| Space Adventures                             | 7        | en kvinde, en andengangsbesøgende                                                                   |
| Total                                        | 237      | 37 kvinder, 120 ISS-besætningsmedlemmer, 89 anden-, 31 tredje-, 6 fjerde- og to femtegangsbesøgende |